# 香港澳門賽馬埠際賽
香港澳門賽馬埠際賽，又稱港澳埠際賽馬，始創於2004年，香港賽馬會與澳門賽馬會同步合作，其目的是促進香港與澳門兩地的賽馬交流。

## 賽事

### 港澳盃
港澳盃以讓賽為形式舉行，澳門馬匹接受讓磅。香港的賽事於沙田馬場舉行，第一屆（2004年）路程為1600米，之後路程縮至1400米至今。是由第一班讓磅賽，改為香港三級賽。2016/2017馬季起，降級第一班賽事。

#### 港澳盃歷屆冠軍
- 2004年：皇冠禮物（澳）（路程為1600米）
- 2005年：喜蓮戰略（港）
- 2006年：喜利多（港）
- 2007年：勁闖（港）（原冠軍獎門人（澳）因服用禁藥被取消資格）
- 2008年：細腦（港）
- 2009年：厚利多（港）
- 2010年：爆料（澳）
- 2011年：飛銀動力（港）
- 2012年：超皇鷹（港）
- 2013年：太陽好好（港）
- 2014年：好健康（港）
- 2015年：魔法豪情（港）
- 2016年：飛來猛（港）
- 2017年：無敵飛龍（港）
- 2018年：加州議長（港）
- 2019年：信心保證 （港）
- 2020年：因2019冠狀病毒病香港疫情暫停舉辦
- 2021年：因2019冠狀病毒病香港疫情暫停舉辦
- 2022年：因2019冠狀病毒病香港疫情暫停舉辦
- 2023年：紅運帝王（港）

### 澳港盃
澳港盃以讓賽為形式舉行，澳門馬匹接受讓磅。澳門的賽事於氹仔馬場舉行，路程為1500米。賽事被界定為澳門一級賽。此賽事總獎金僅次於澳門打吡大賽。

#### 澳港盃歷屆冠軍
- 2004年：皇冠禮物（澳）
- 2005年：喜蓮戰略（港）
- 2006年：獅子玉（澳）
- 2007年：獎門人（澳）
- 2008年：精英豪傑（澳）
- 2009年：勝利飛駒（港）
- 2010年：爆燈（澳）
- 2011年：品自高（澳）
- 2012年：爆料（澳）
- 2013年：齊歡笑（港）
- 2014年：城中話題（港）
- 2015年：夢仙（港）
- 2016年：好有運（澳）
- 2017年：醒目名駒（港）
- 2018年：醒目名駒（港）
- 2019年：馬上發財（港）
- 2020年：因2019冠狀病毒病澳門疫情暫停舉辦
- 2021年：因2019冠狀病毒病澳門疫情暫停舉辦[1]
- 2022年：因2019冠狀病毒病澳門疫情暫停舉辦[2]
- 2023年：因澳門博彩監察協調局反對而暫停舉辦

## 相近事物
- 港澳埠際足球賽
- 港澳碼頭
- 港珠澳大橋